# Piers Anthony
Œuvres principales
- Bio of a Space Tyrant
- Battle Circle
- Incarnations of Immortality
- Cycle de Xanth

Piers Anthony Dillingham Jacob, né le 6 août 1934 à Oxford en Angleterre, est un écrivain naturalisé américain de science-fiction et de fantasy.

## Biographie
La famille de Piers Anthony émigre au cours de son enfance, et il grandit aux États-Unis. Au cours de ses 2 ans de service militaire, il en acquiert la nationalité (en 1958). Il s'est marié à Carol Marble, rencontrée au cours de ses études d'art, en 1956. Ils ont deux filles. Il enseigna brièvement à l'école publique avant d'abandonner l'éducation pour l'écriture à plein temps.
Piers Anthony est végétarien, agnostique, et n'aime pas voyager (d'où la rareté de ses apparitions aux conventions de science-fiction). Il vit actuellement avec sa femme en Floride.

## Œuvres
Piers Anthony est un écrivain très prolifique, mais il est plus connu pour la longue série de romans qu'il a écrits se situant dans le royaume imaginaire de Xanth. Il a également écrit d'autres séries, notamment Constellations (trois de ses romans publiés en six tomes français) et sa suite Millétoile.
Il a un jour affirmé que l'une de ses plus grandes réussites était d'avoir publié au moins un livre par lettre de l'alphabet, d'Anthonology à Zombie Lover.

### Les Livres magiques de Xanth
La série Les Livres magiques de Xanth se déroule dans un univers de light fantasy où chaque habitant possède un pouvoir magique.
1. Lunes pour caméléon, 1991 ((en) A spell for Chameleon, 1977)Prix British Fantasy 1978
2. La Source de magie, 1991 ((en) The Source of Magic, 1979)
3. Château-roogna, 1992 ((en) Casle Roogna, 1979)
4. L'(A)ile du centaure, 1992 ((en) Centaur's Aisle, 1982)
5. Amours, délices et ogres, 1993 ((en) Ogre, Ogre, 1982)
6. Cavale dans la nuit, 1993 ((en) Night Mare, 1983)
7. Dragon sur piédestal, 1994 ((en) Dragon on a Pedestal, 1983)
8. La tapisserie des gobelins, 1994 ((en) Crewel Lye, 1985)
9. Un golem dans le potage, 2010 ((en) Golem in the Gears, 1986)
10. (en) Vale of the Vole, 1987
11. (en) Heaven Cent, 1988
12. (en) Man from Mundania, 1989
13. (en) Isle of View, 1990
14. (en) Question Quest, 1991
15. (en) The Color of Her Panties  (1992
16. (en) Demons Don't Dream, 1992
17. (en) Harpy Thyme, 1993
18. (en) Geis of the Gargoyle, 1994
19. (en) Roc and a Hard Place, 1995
20. (en) Yon Ill Wind, 1996
21. (en) Faun & Games, 1997
22. (en) Zombie Lover, 1998
23. (en) Xone of Contention, 1999
24. (en) The Dastard, 2000
25. (en) Swell Foop, 2001
26. (en) Up In A Heaval, 2002
27. (en) Cube Route, 2003
28. (en) Currant Events, 2004
29. (en) Pet Peeve, 2005
30. (en) Stork Naked, 2006
31. (en) Air Apparent, 2007
32. (en) Two to the Fifth, 2008
33. (en) Jumper Cable, 2009
34. (en) Knot Gneiss, 2010
35. (en) Well-Tempered Clavicle, 2011
36. (en) Luck Of The Draw, 2012
37. (en) Esrever Doom, 2013
38. (en) Board Stiff, 2013
39. (en) Five Portraits, 2014
40. (en) Isis Orb, 2016
41. (en) Ghost Writer in the Sky, 2017
42. (en) Fire Sail, 2019
43. (en) Jest Right, 2020
44. (en) Skeleton Key, 2021
45. (en) A Tryst of Fate, 2021
46. (en) Six Crystal Princesses, 2022
47. (en) Apoca Lips, 2023

Les huit premiers ont été traduits et édités par Presses Pocket de 1991 à 1994 puis réédités par Milady de 2009 à 2010. Le neuvième a été publié en 2010, toujours par Milady.

### Constellations

#### Présentation
Constellations (Cluster) aux éditions L'Atalante regroupe trois romans : 
- Silex ou le messager (Vicinity Cluster - 1977 - traduit de l'américain par Stéphane Manfrédo)
- Mélodie ou la Dame enchaînée (Chaining the Lady - 1978 - traduit de l'américain par Stéphane Manfrédo)
- Hérald ou la quête Kirlian (Kirlian Quest - 1978 - traduit de l'américain par François Auboux)

Il s'écoule plusieurs siècles entre chaque roman, mais ils conservent une certaine unité.
La suite, Millétoile (Thousandstar - 1980 -), est en revanche nettement distincte du point de vue de l'intrigue, même si elle se passe dans le même univers.
D'autres romans, toujours dans le même univers, n'ont jamais été traduits en français (Viscous Circle - 1982 - et le sous-cycle Tarot, composé de God of Tarot - 1979 -, Vision of Tarot - 1980 - et Faith of Tarot - 1980 -).

#### Thèmes
- la « sphère galactique » et la régression technologique par effet d'expansion coloniale ;
- l'importance triviale et les interactions sociales inhérentes aux « modes de reproduction extraterrestres » d'une même espèce ou inter-espèces ;
- la symbolique et les présages du tarot divinatoire comme « dogme universel » ;
- l'aura Kirlian et le « transfert d'aura » comme moyen de voyager dans l'univers ;
- la « guerre de l'énergie » entre espèces intergalactiques pour la survie et le développement de l'expansion coloniale ;
- le « mythe des Anciens » ayant découvert les secrets de l'univers et ayant disparu sans explications.

### L'Adepte bleu
1. L'Infini éclaté, Opta, coll. « Club du livre d'anticipation », 1983 ((en) Split Infinity, 1980)Réédité en 1998 par L'Atalante dans la collection La Dentelle du cygne
2. L'Adepte bleu, Opta, coll. « Club du livre d'anticipation », 1984 ((en) Blue Adept, 1981)Réédité en 1998 par L'Atalante dans la collection La Dentelle du cygne
3. Juxtaposition, Opta, coll. « Club du livre d'anticipation », 1984 ((en) Juxtaposition, 1982)Réédité en 1999 par L'Atalante dans la collection La Dentelle du cygne
4. (en) Out of Phaze, 1987
5. (en) Robot Adept, 1988
6. (en) Unicorn Point, 1989
7. (en) Phaze Doubt, 1990

### Romans indépendants
- (en) The Ring, 1968Écrit avec Robert E. Margroff.
- Zodiacal, Opta, coll. « Anti-mondes », 1975 ((en) Macroscope, 1969)
- L'Abominable Ver télépathe, Presses de la Cité, coll. « Futurama », 1978 ((en) The E.S.P. Worm, 1970)Écrit avec Robert E. Margroff.
- (en) Race Against Time, 1973
- (en) Rings of Ice, 1974
- (en) Triple Detente, 1974
- (en) Steppe, 1976
- (en) But What of Earth?, 1976Écrit avec Robert Coulson.
- (en) Hasan, 1977
- (en) Pretender, 1979Écrit avec Frances Hall.
- (en) Mute, 1981
- (en) Shade of the Tree, 1986
- (en) Ghost, 1986
- Total recall, Pocket, coll. « Cinéma », 1990 ((en) Total Recall, 1989)
- (en) Through the Ice, 1989Écrit avec Robert Kornwise.
- (en) Balook, 1990
- (en) Firefly, 1990
- (en) Hard Sell, 1990
- (en) Dead Morn, 1990Écrit avec Roberto Fuentes.
- (en) Tatham Mound, 1991
- (en) Mercycle, 1991
- (en) The Caterpillar's Question, 1992Écrit avec Philip José Farmer.
- (en) Killobyte, 1993
- (en) If I Pay Thee Not in Gold, 1993Écrit avec Mercedes Lackey.
- (en) The Willing Spirit, 1996Écrit avec Alfred Tella.
- (en) Spider Legs, 1998Écrit avec Clifford A. Pickover.
- (en) Quest for the Fallen Star, 1998Écrit avec James Richey et Alan Riggs.
- (en) Dream a Little Dream, 1999Écrit avec Julie Brady.
- (en) Realty Check, 1999
- (en) The Secret of Spring, 2000Écrit avec Jo Anne Taeusch.
- (en) The Gutbucket Quest, 2000Écrit avec Ron Leming.
- (en) Tortoise Reform, 2007
- (en) The Sopaths, 2011
- (en) Dragon Assassin, 2013Écrit avec J. R. Rain.
- (en) Eroma, 2013
- (en) Dolfin Tayle, 2013Écrit avec J. R. Rain.
- (en) Jack and the Giants, 2014Écrit avec J. R. Rain.
- (en) WereWoman, 2014
- (en) Lavabull, 2015Écrit avec J. R. Rain.
- (en) The Worm Returns, 2016Écrit avec J. R. Rain.
- (en) The Journey, 2017Écrit avec J. R. Rain.

### Recueils de nouvelles
- (en) Anthonology, 1985
- (en) Alien Plot, 1992
- (en) Cautionary Tales, 2014
- (en) Writer's Retweet, 2016

### Nouvelle
- Dans l’étable, 1977 ((en) In the Barn, 1972)

## Récompenses et nominations

### Récompenses
- Prix British Fantasy 1978 pour Lunes pour caméléon

### Nominations
- Prix Nebula du meilleur roman 1967 pour Chthon
- Prix Hugo du meilleur roman 1968 pour Chthon
- Prix Hugo du meilleur roman 1970 pour Zodiacal